# Coelinidea garthi
Coelinidea garthi är en stekelart som beskrevs av Riegel 1982. Coelinidea garthi ingår i släktet Coelinidea och familjen bracksteklar. Inga underarter finns listade i Catalogue of Life.